# Samuel Suchodolec
Samuel Suchodolec (Suchodolski) (również Samuel Suchodolez lub Suchotoletz, ur. prawdopodobnie w 1649 na Lubelszczyźnie, zm. prawdopodobnie pod koniec 1723 roku) – kartograf, geodeta, architekt i inżynier wojskowy.

## Biografia

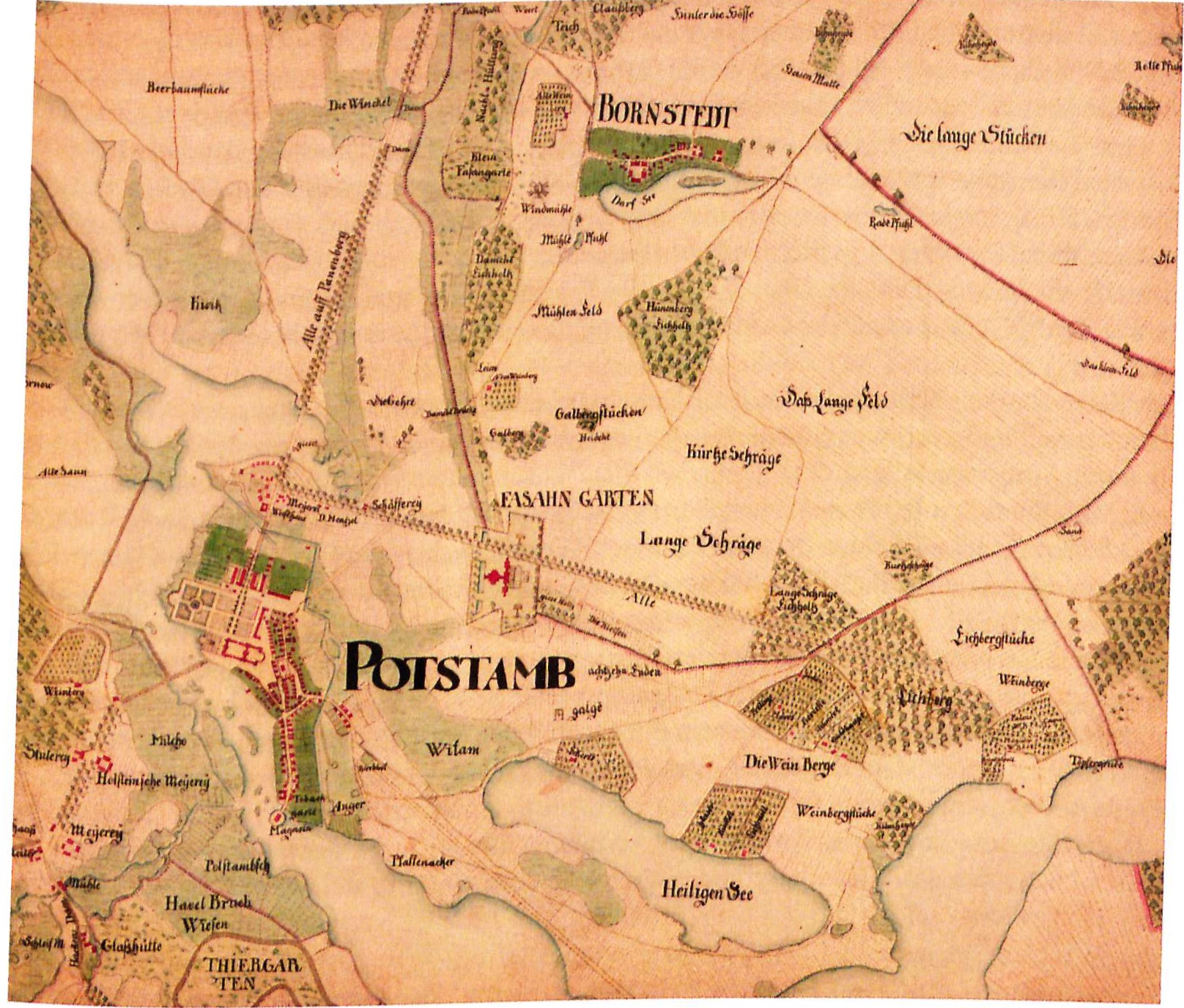
Mapa Poczdamu z 1683 roku

Niewiele wiadomo na temat wczesnego okresu życia Samuela Suchodolca. Prawdopodobnie urodził się w 1649 roku. Data ta opiera się na liście E. Friedlãndera do władz Branderburgii z 5 sierpnia 1723 roku. Data ta jest uznawana obecnie przez badaczy dziejów kartografii. Nieznane jest również dokładnie miejsce urodzenia Samuela Suchodolca. Prawdopodobnie urodził się na Lubelszczyźnie, w miejscowości Wysokie lub Suchodoły. Jego rodzicami był szlachcic Mikołaj Suchodolec i Aleksandra Czaplicówna. Rodzina Suchodolców należała do braci polskich. Na mocy uchwały sejmowej z 1658 roku Samuel wraz z rodziną wyemigrowali do Prus Książęcych w 1658 lub 1659 roku.
Prawdopodobnie w 1672 roku wstąpił do wojskowej służby brandenburskiej pod dowództwem pułkownika Fleminga. Wcześniej przebywał w służbie szwedzkiej, jednak nie wiadomo, jak długo i w jakich okolicznościach mógł tam się znaleźć.
Od 1663 roku Był asystentem Józefa Naronowicza-Narońskiego. W połowie lat 70. wstąpił do służby cywilnej. W sierpniu 1679 roku zaprezentował w Berlinie mapę dotyczącą powiatu Landsberg-Warthe. Na podstawie pisma z 8 listopada 1679 roku Suchodolec został zatrudniony na służbie elektora w Brandenburgii i Prusach, gdzie pełnił funkcję mierniczego i inżyniera. Pierwszą jego pracą na zlecenie elektora było sporządzenie mapy Poczdamu i okolic. Gotowa mapa Poczdamu i okolic została przedłożona elektorowi w 1683 roku. Pismem elektora z 19 marca 1683 roku Samuel Suchodolec został mianowany Kammerjunkrem.
3 czerwca 1682 roku Samuel Suchodolec otrzymał rozkaz osiedlenia się w Prusach Książęcych, gdzie miał dokończyć prace Józefa Naronowicza-Narońskiego. Przed osiedleniem się ożenił się z Elżbietą von Bieberstein-Kazimierską (1658–1727), wdową po Aleksandrze Konarskim, nadwornym marszałku Radziwiłłów. Samuel Suchodolec prawdopodobnie przeprowadził się do Ortelsburgu (Szczytno) latem 1683 roku.
W Prusach Książęcych Samuel Suchodolec pracował w latach 1683–1713. Podczas swojej pracy napotykał na liczne trudności. W ówczesnych Prusach Książęcych granice dóbr wiejskich były zaniedbane i właściciele ziem często nie wiedzieli, jakie granice mają ich posiadłości. Niechętna wobec współpracy była głównie szlachta pruska. Sprawnie udało się ustalić granice posiadłości szlachty polskiej, senatorów i wojewodów, gdyż ci wspierali akcję pomiarową. Wobec napotkanych trudności czas wykonywania pomiarów znacznie się przedłużył.
W uznaniu osiągnięć na polu pomiarów kraju pruskiego, w 1697 roku Samuel Suchodolec otrzymał od elektora 16 włók ziemi w Alt-Rosenthal (Stara Różanka) w pobliżu Rastenburga (Kętrzyn). W 1703 roku przekazał królowi Fryderykowi I Pruskiemu mapę powstałą z połączenia wcześniejszych opracowań pięciu starostw natangijskich: Angerburg (Węgorzewo), Barthem (Barciany), Johannisburg (Pisz), Rastenburg (Kętrzyn) i Rein (Ryn). Sprawdzona w Berlinie mapa została oceniona negatywnie. Mapa sporządzona na podstawie prac Naronowicza-Narońskiego nie była już aktualna i wymagała poprawy. W czerwcu 1707 roku przekazał do Berlina trzy ukończone mapy graniczne Prus Książęcych. W grudniu 1708 roku ukończył prace terenowe do przygotowywanej mapy wybrzeża na odcinku Piława-Połąga.
Na początku 1713 zmarł król Fryderyk I Pruski, który wspierał badania kartograficzne. Jego następca Fryderyk Wilhelm I Pruski zwolnił Samuela Suchodolca, który popadł w niełaskę. Jego miejsce zajął John von Collas. Ze względu na zasługi dla kraju, pozostawiano mu pobory. Pomimo oficjalnego zwolnienia wykonywał pewne prace pomiarowe. Definitywnie zakończył prace pomiarowo-kartograficzne 3 marca 1718 roku.
Niewiele wiadomo na temat ostatnich lat życia Samuela Suchodolca. W 1723 roku otrzymał polecenia oddania wszystkich posiadanych przez niego map i rysunków dotyczących Prus. Nie przesłał żadnych map, a w piśmie do Berlina skarżył się, że jest obłożnie chory i żyje w ubóstwie. Data i miejsca śmierci kartografa są nieznane. Ostatni pismo Samuela Suchodolca do władz pruskich pochodzi z 5 października 1723 roku. Na podstawie tego listu przyjmuje się, że zmarł pod koniec 1723 roku. Według innych przypuszczeń zmarł w 1725 roku, a zdaniem Tadeusza Orackiego Suchodolec zmarł 22 lutego 1727 roku w Starej Różance koło Kętrzyna.
Miał trzech synów: Jana Władysława, Stefana Tobiasza i Fryderyka Samuela. Jan Władysław kontynuował pracę ojca po jego śmierci. Stefan Tobiasz pracował jako inżynier w Prusach i na Litwie, a Fryderyk Samuel był rolnikiem. Będąc na służbie pruskiej nie zaniedbał nauczania dzieci języka polskiego. Potomkowie Suchodolca mieszkali na Prusach Wschodnich do 1944 roku.

## Prace kartograficzne
Dokładna liczba prac Samuela Suchodolca jest nieznana. W piśmie z 5 października 1723 roku Samuel Suchodolec podaje, że wykonał ponad 300 map i tablic genealogicznych. Większość prac nie zachowała się. Część map znana jest z późniejszych reprodukcji i z opisów. Mapy od początku jego działalności gromadzono i przechowywano w różnych miejscach, co przyczyniło się do zdekompletowania i zaginięcia części zbiorów. W lutym 1724 roku Kamera Wojny i Domen w Królewcu doniosła rządowi, że posiada mapy wykonane przez Samuela Suchodolca i poprosiła o przekazanie pozostałych map w celu ich skompletowania. W odpowiedzi z 29 marca 1724 roku rząd informował, że posiada wyłącznie mapy granicy Prus Książęcych z Polską, Litwą i biskupstwem warmińskim i mapy spornych granic z Polską.
Pierwsza praca kartograficzna dla dworu została zaprezentowana w sierpniu 1679 roku. Przedstawiała ona powiat Landsberg-Warthe (obszar położony na dzisiejszym powiecie gorzowskim). Mapa ta nie zachowała się. W tym samym roku Samuel Suchodolec rozpoczął pracę nad mapą Poczdamu i okolic. Ukończona w 1683 roku mapa była dużego formatu (410 × 280 cm). Do 1896 roku mapa wisiała na ścianie w głównym budynku rządowym w Poczdamie. Obecnie jest przechowywana w Bibliotece Państwowej w Berlinie. Do mapy Poczdamu i okolic została dołączony atlas z 45 kartami, przekazany elektorowi w 1685 roku. Atlas oprawiono w skórę o formacie 67 × 47 cm. Większość kart stanowiły wielokolorowe mapy.
Po przeprowadzce do Prus Książęcych Samuel Suchodolec wznowił prace nad mapą regionu, w oparciu o wcześniejsze badania terenowe Józefa Naronowicza-Narońskiego. Samuel Suchodolec pracował nad mapą w latach 1683–1713. Tak długi czas pracy wynikał z trudności z ustaleniem zaniedbanych granic dóbr wiejskich i konieczności aktualizacji badań terenowych, sporządzonych przez Józefa Naronowicza-Narońskiego. Samuelowi Suchodolcowi nie udało się ukończył mapy przed odejściem ze służby. Pracę nad mapą Prus Książęcych kontynuował jego syn Jan Władysław. Mapa została ukończona w 1732 roku.
Do dzisiaj zachowała się mapa Stadt Soldau Pars z 1689 roku, przedstawiająca starostwo Działdowo. Mapę wykonano na arkuszu o wymiarach 113 × 84,5 cm, wewnątrz ramek 100 × 75 cm. Sama mapa obejmuje fragment arkusza o wymiarach 100 × 47 cm. zaś w dolnej części umieszczono dwie tabele. Skala mapy wynosi około 1 : 50 000.
Z odrysów znana jest mapa obejmująca niziny w delcie Niemna z 1699 roku. Mapa została opracowana na podstawie pomiarów terenowych i map powiatu w skali 1 : 100 000, wykonanych 40 lat wcześniej przez Józefa Naronowicza-Narońskiego. Skala mapy wynosiła około 1 : 93 000. Pierwsza kopia mapy pochodzi z 1802, a druga z 1807 roku.
Według pisma z 14 lipca 1704 roku Samuel Suchodolec pracował nad specjalną mapą wojskową Królestwa Prus. Skala wynosi 1 : 412 000. Po zwolnieniu ze służby w 1713 roku mapę miał dokończyć John von Collas. Nie wiadomo jednak, czy sama mapa została wykonana, a jeśli tak, to czy rzeczywiście była przeznaczona dla wojska.

### Mapy granic
Samuel Suchodolec stworzył mapy granic krajowych Prus Książęcych (Grenzkarten). Mapy te zostały słabo poznane przez historyków. W literaturze naukowej są niekiedy utożsamiane z mapami starostw, choć sam Samuel Suchodolec stworzył oddzielną grupę dla map granic. 28 lipca 1708 roku Samuel Suchodolec sporządził wykaz wykonanych przez niego map granicznych. Wymienił dziewiętnaście map, zawierających 29 starostw granicznych, Zalew Wiślany i Mierzeję Wiślaną. Przed 1900 rokiem w Tajnym Archiwum w Królewcu znajdowało się 14 map granicznych. Zbiór ten zachował się również w okresie międzywojennym.
Do Grenzkarten zalicza się również mapę wybrzeża Zalewu Kurońskiego. Mapa zachowała się i znajduje się w zbiorach Biblioteki Państwowej w Berlinie. Wymiary mapy wynoszą 377 × 115 cm. Skala wynosi 1 : 50 000. Pomiary terenowe wykonano w latach 1707–1708.
W 1712 roku Samuel Suchodolec sporządził mapę granic Prus Brandenburskich. Mapę przekazał do Berlina na przełomie 1713 i 1714 roku.